# Селишки (Ярославская область)
Сели́шки — деревня Назаровского сельского округа Назаровского сельского поселения Рыбинского района Ярославской области.
Деревня расположена в северо-западной части сельского поселения, непосредственно на северной окраине микрорайона Слип города Рыбинск. Она стоит на правом берегу текущего с востока на запад ручья Крутец перед его впадением в речку Селянка. На противоположном берегу Крутца, к югу и еще ближе к городской черте стоит деревня Ивашево, а выше по течению, к востоку, отделенная небольшим ручьём, впадающим в Крутец, деревня Ермолино.
На 1 января 2007 года в деревне числилось 30 постоянных жителей. Городское почтовое отделение Рыбинск-6 обслуживает в деревне 37 домов.